# لويزة رمحية مقلوبة
لويزة رمحية مقلوبة (الاسم العلمي: Aloysia oblanceolata) هو نوع نباتي يتبع جنس اللويزة من فصيلة اللويزية.